# Rio Open 2014
Il Rio Open 2014 è stato un torneo professionistico di tennis giocato all'aperto sulla terra rossa. È stata la 1ª edizione dell'evento. Il torneo fa parte dell'ATP World Tour 500 series nell'ambito dell'ATP World Tour 2014 per gli uomini, e per le donne alla categoria International del WTA Tour 2014. Sia il torneo maschile che quello femminile si sono svolti al Jockey Club Brasileiro di Rio de Janeiro in Brasile, dal 17 al 23 febbraio 2014.

## Partecipanti ATP

### Teste di serie
| Nazionalità | Giocatore         | Ranking | Testa di serie* |
| ----------- | ----------------- | ------- | --------------- |
| Spagna      | Rafael Nadal      | 1       | 1               |
| Spagna      | David Ferrer      | 5       | 2               |
| Italia      | Fabio Fognini     | 14      | 3               |
| Spagna      | Tommy Robredo     | 17      | 4               |
| Spagna      | Nicolás Almagro   | 18      | 5               |
| Spagna      | Marcel Granollers | 34      | 6               |
| Argentina   | Juan Mónaco       | 42      | 8               |
| Spagna      | Pablo Andújar     | 43      | 7               |

* Le teste di serie sono basate sul ranking al 10 febbraio 2014.

### Altri partecipanti
I seguenti giocatori hanno ricevuto una wildcard per il tabellone principale:
- Thomaz Bellucci
- Guilherme Clezar
- João Souza

I seguenti giocatori sono passati dalle qualificazioni:

- Facundo Bagnis
- Martin Kližan
- Dušan Lajović
- Aljaž Bedene

## Partecipanti WTA

### Teste di serie
| Nazionalità | Giocatrice                 | Ranking | Testa di serie* |
| ----------- | -------------------------- | ------- | --------------- |
| Rep. Ceca   | Klára Zakopalová           | 34      | 1               |
| Italia      | Francesca Schiavone        | 43      | 2               |
| Argentina   | Paula Ormaechea            | 59      | 3               |
| Romania     | Alexandra Cadanțu          | 60      | 4               |
| Giappone    | Kurumi Nara                | 64      | 5               |
| Spagna      | María Teresa Torró Flor    | 65      | 6               |
| Rep. Ceca   | Barbora Záhlavová-Strýcová | 68      | 7               |
| Stati Uniti | Vania King                 | 69      | 8               |

* Le teste di serie sono basate sul ranking al 10 febbraio 2014.

### Altre partecipanti
Le seguenti giocatrici hanno ricevuto una wildcard per il tabellone principale:
- Paula Cristina Gonçalves
- Beatriz Haddad Maia
- Laura Pigossi

Le seguenti giocatrici sono passate dalle qualificazioni:

- Nastassja Burnett
- Alison Van Uytvanck
- Nicole Gibbs
- Danka Kovinić
- Verónica Cepede Royg
- Irina-Camelia Begu

## Punti e montepremi ATP
Il montepremi complessivo è di 452.670 $.
| Torneo    | Torneo              | V      | F      | SF     | QF     | 2T    | 1T    | Q  | Q3  | Q2  | Q1 |
| Singolare | Punti               | 250    | 150    | 90     | 45     | 20    | 0     | 12 | 6   | 0   | 0  |
| Singolare | Premi in denaro ($) | 82.040 | 43.210 | 23.405 | 13.335 | 7.860 | 4.655 | –  | 750 | 360 | –  |
| Doppio    | Punti               | 250    | 150    | 90     | 45     | 0     | –     | –  | –   | –   | –  |
| Doppio    | Premi in denaro ($) | 24.920 | 13.100 | 7.100  | 4.060  | 2.380 | –     | –  | –   | –   | –  |

## Punti e montepremi WTA
Il montepremi complessivo è di 1.000.000 $.
| Torneo    | Torneo              | V       | F       | SF     | QF     | 2T     | 1T    | Q  | Q3    | Q2    | Q1    |
| Singolare | Punti               | 470     | 305     | 185    | 100    | 55     | 1     | 25 | 18    | 13    | 1     |
| Singolare | Premi in denaro ($) | 196.670 | 104.890 | 56.298 | 21.780 | 11.681 | 6.371 | –  | 3.327 | 1.770 | 1.003 |
| Doppio    | Punti               | 470     | 305     | 185    | 100    | 1      | –     | –  | –     | –     | –     |
| Doppio    | Premi in denaro ($) | 44.835  | 23.597  | 12.979 | 6.607  | 3.581  | –     | –  | –     | –     | –     |

## Campioni

### Singolare maschile
Rafael Nadal ha sconfitto in finale  Aleksandr Dolhopolov per 6-3, 7–6(3).
- È il sessantaduesimo titolo in carriera per Nadal e il secondo del 2014.

### Singolare femminile
Kurumi Nara ha sconfitto in finale  Klára Zakopalová per 6-1, 4-6, 6-1.
- È il primo titolo in carriera per la Nara.

### Doppio maschile
Juan Sebastián Cabal /  Robert Farah hanno sconfitto in finale  David Marrero /  Marcelo Melo per 6-4, 6-2.

### Doppio femminile
Irina-Camelia Begu /  María Irigoyen hanno sconfitto in finale  Johanna Larsson /  Chanelle Scheepers per 6-2, 6-0.